# 콜라비
콜라비(영어: Kohlrabi, cabbage turnip 또는 German turnip, gongylodes L.) 또는 순무양배추는 유럽 원산의 배추속 브라시카 올레라케아의 일종인 작물이다. 이름은 독일어로 양배추를 뜻하는 콜(Kohl)과 순무를 뜻하는 라비(Rübe ~ Rabi)를 더하여 만들어졌으나, 100g 기준으로 비타민 C를 하루 영양소 기준치의 75% 가량인 62mg를 함유하고 있으며, 열량은 27Kcal이다. 그밖에 비타민 B군(?) 등을 함유한다.

## 영양
100g 기준으로 비타민 C를 하루 영양소 기준치의 75% 가량인 62mg를 함유하고 있으며, 열량은 27 Kcal이다. 그밖에 비타민 B군 등을 함유한다.

## 활용
형태는 순무와 유사하며, 겉이 자줏빛 또는 초록빛인 두 종류가 있으며, 속은 모두 하얗다. 수분함량이 90% 이상으로 줄기부분은 아삭하고 단맛이 있어 생으로 먹는 것이 일반적이다. 잎은 쌈 채소로 활용한다. 무치거나 조려서 먹기도 하며, 다른 과일과 갈아 주스로 먹거나, 피클로 담가서 먹을 수도 있다.

## 갤러리

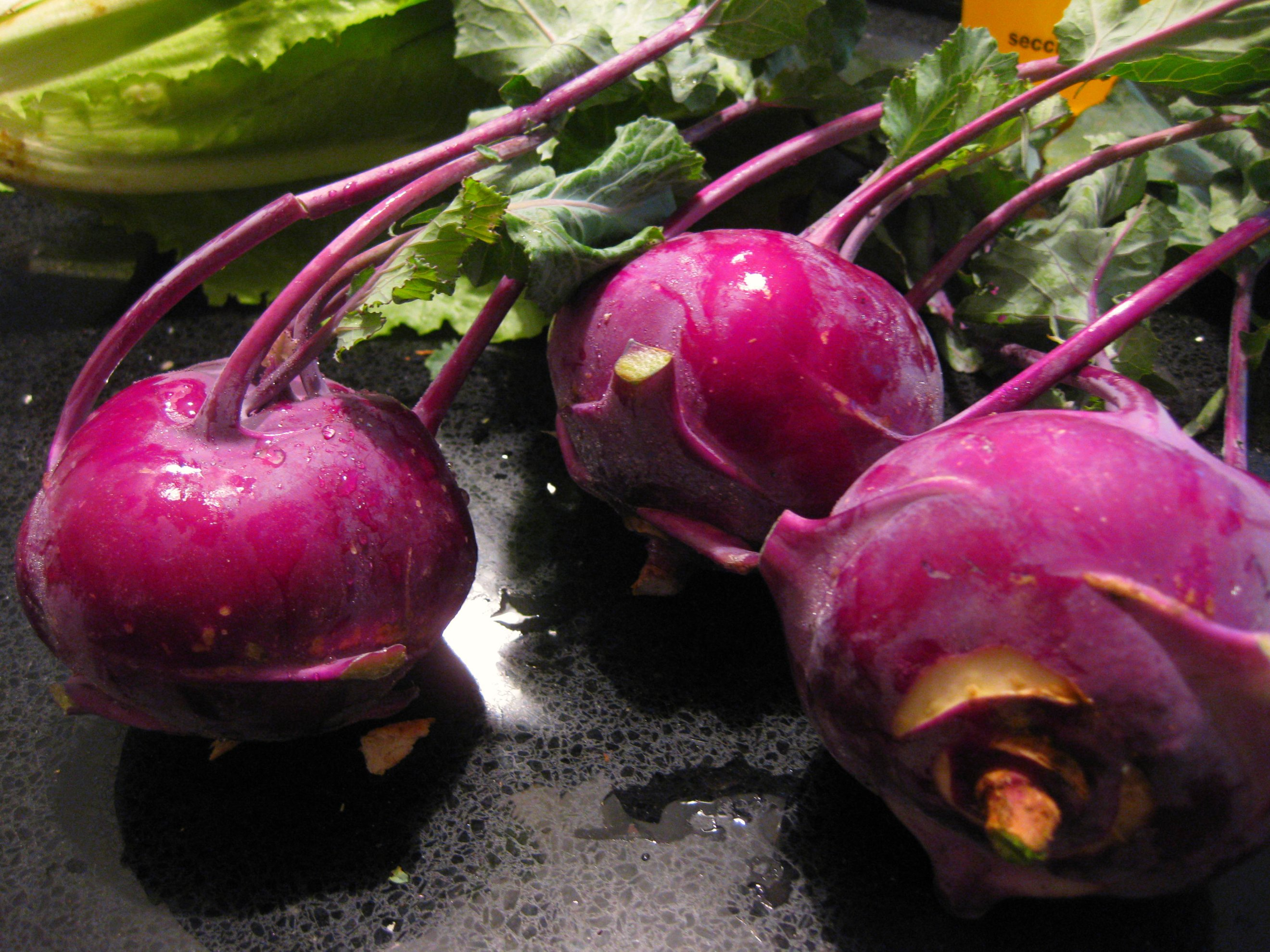
자줏빛 콜라비
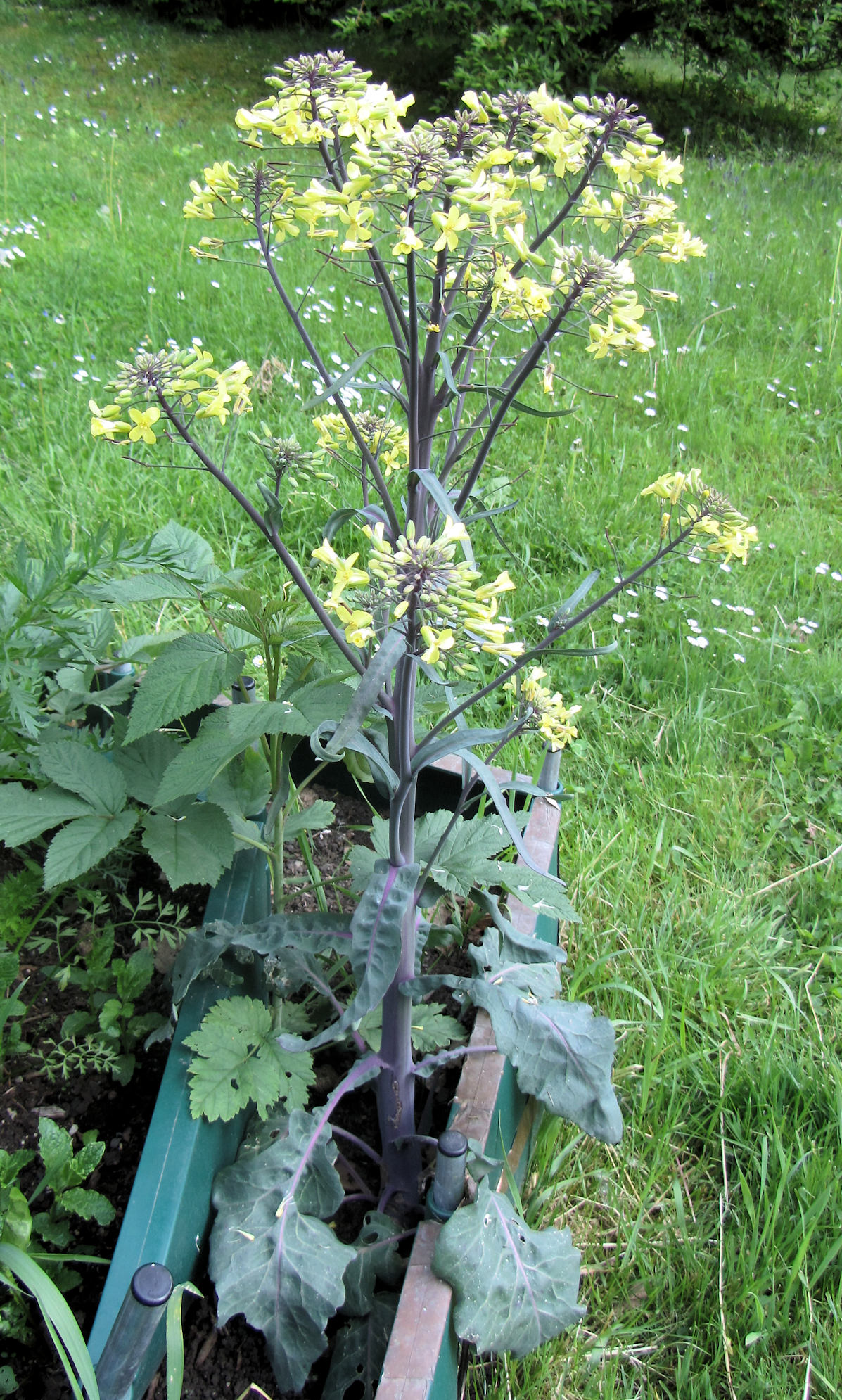
꽃 (2년생)
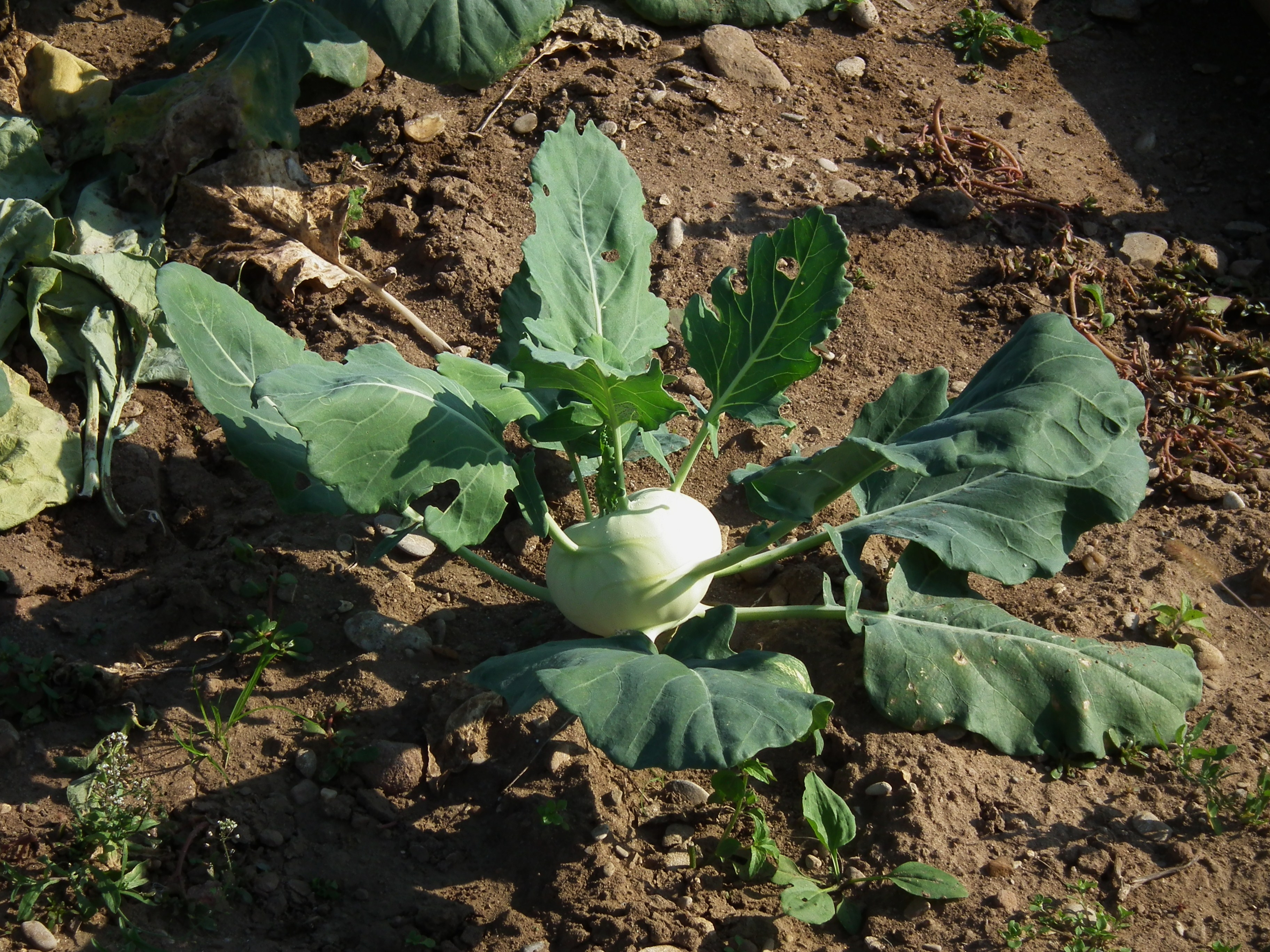
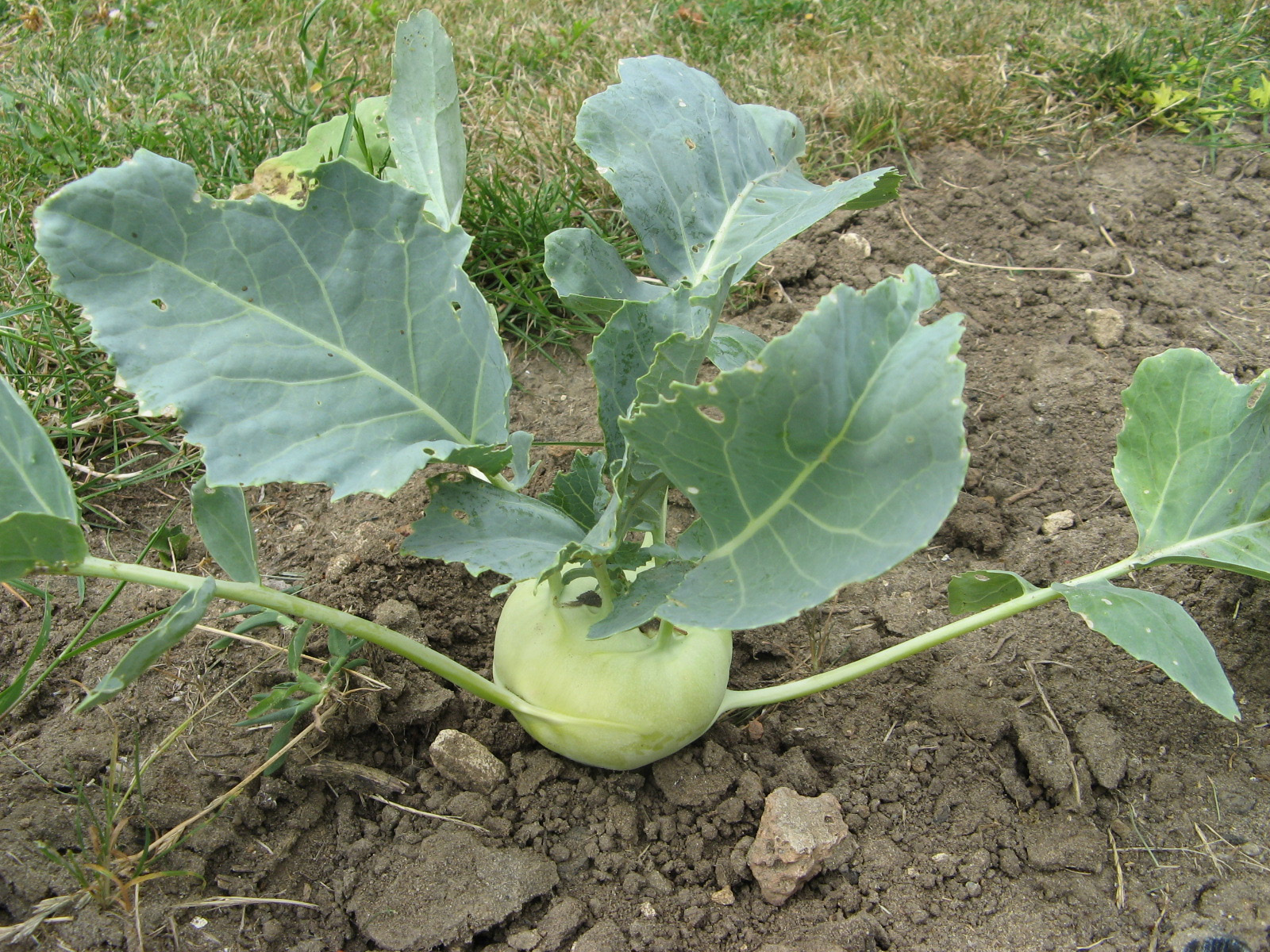

## 같이 보기
- 배추속
- 양배추
- 순무